# Isola Sa'diyyat
L'isola Sa'diyyat (in arabo جزيرة سعديات‎?, Jazīrat saʿdiyyāt, che significa "isola delle felicità") è una grande isola, a 500 metri dalla costa di Abu Dhabi, in via di progressiva costruzione.
Sull'isola sono in costruzione vari progetti commerciali, residenziali e di piacere del valore di 27 miliardi di dollari, tra i quali il Museo Guggenheim di Abu Dhabi.

Lo sviluppo dell'isola verrà completato nel 2019.

Diventerà anche il maggior centro culturale del paese, secondo il governo di Abu Dhabi.